# Limnebius damasi
Limnebius damasi är en skalbaggsart som beskrevs av Balfour-browne 1950. Limnebius damasi ingår i släktet Limnebius och familjen vattenbrynsbaggar. Inga underarter finns listade i Catalogue of Life.